# Přírodní rezervace Huai Kha Khaeng
Přírodní rezervace Huai Kha Khaeng se rozkládá na ploše 2 780 km² na západě Thajska. Zasahuje na území provincií Uthai Thani a Tak. Vyhlášena byla v roce 1972 a od roku 1991 je zapsána spolu se sousedním chráněným územím Thung Yai na seznamu světového přírodního dědictví UNESCO. Je součástí soustavy chráněných území v oblasti tzv. Západního pralesního komplexu rozkládajícího se na pomezí Thajska a Myanmaru, který roste na ploše větší než 18 000 km².
Většina parku se nachází v povodí řeky Kwai. Nejrozšířenějšími biomy jsou galeriové střídavě vlhké a deštné lesy, rostou zde i porosty bambusových lesů. Podnebí zde panuje tropické. Průměrný roční srážkový úhrn je 2000 až 2400 mm, monzunové období trvá od května do října.
Vegetace přechází od subtropické po tropickou. Park se nachází v dotykové oblasti čtyř různých bio-geografických oblastí, proto je zdejší fauna i flora velice pestrá. Volně zde žijí tygři, sloni, levharti obláčkoví, tapíři, kopytníci arni, serau velký, jelínek vepří, řada primátů a dalších druhů.

## Fotogalerie

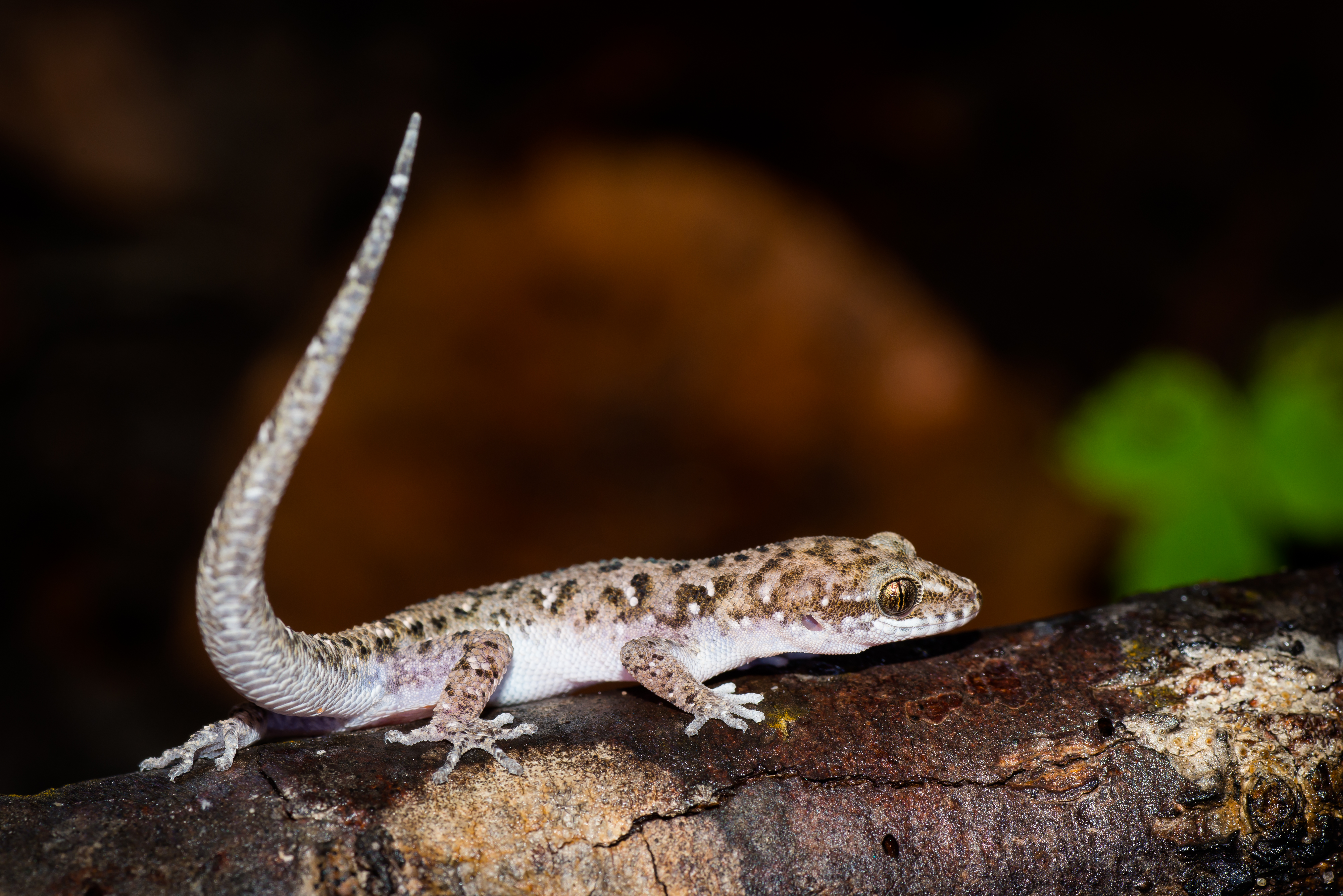
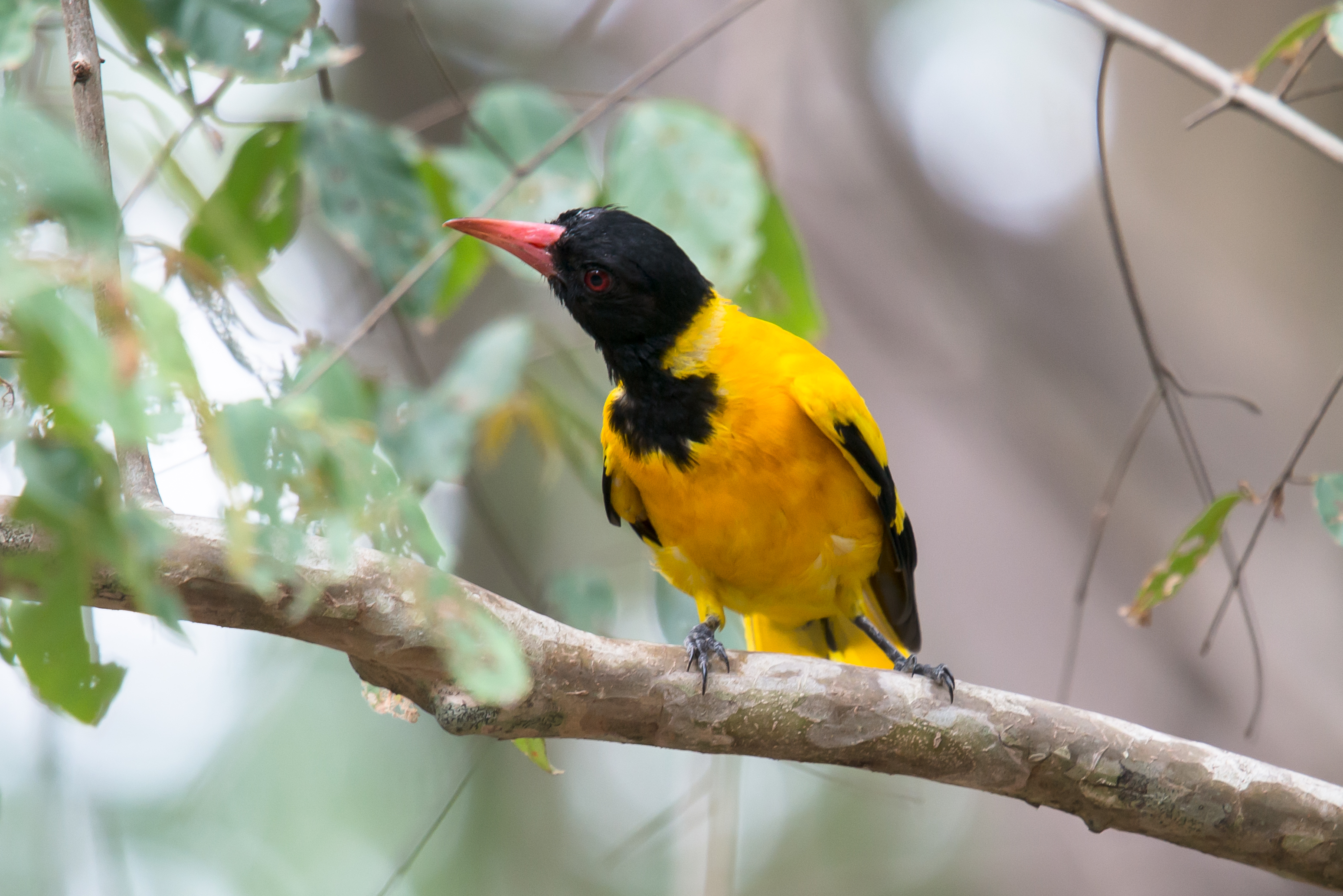
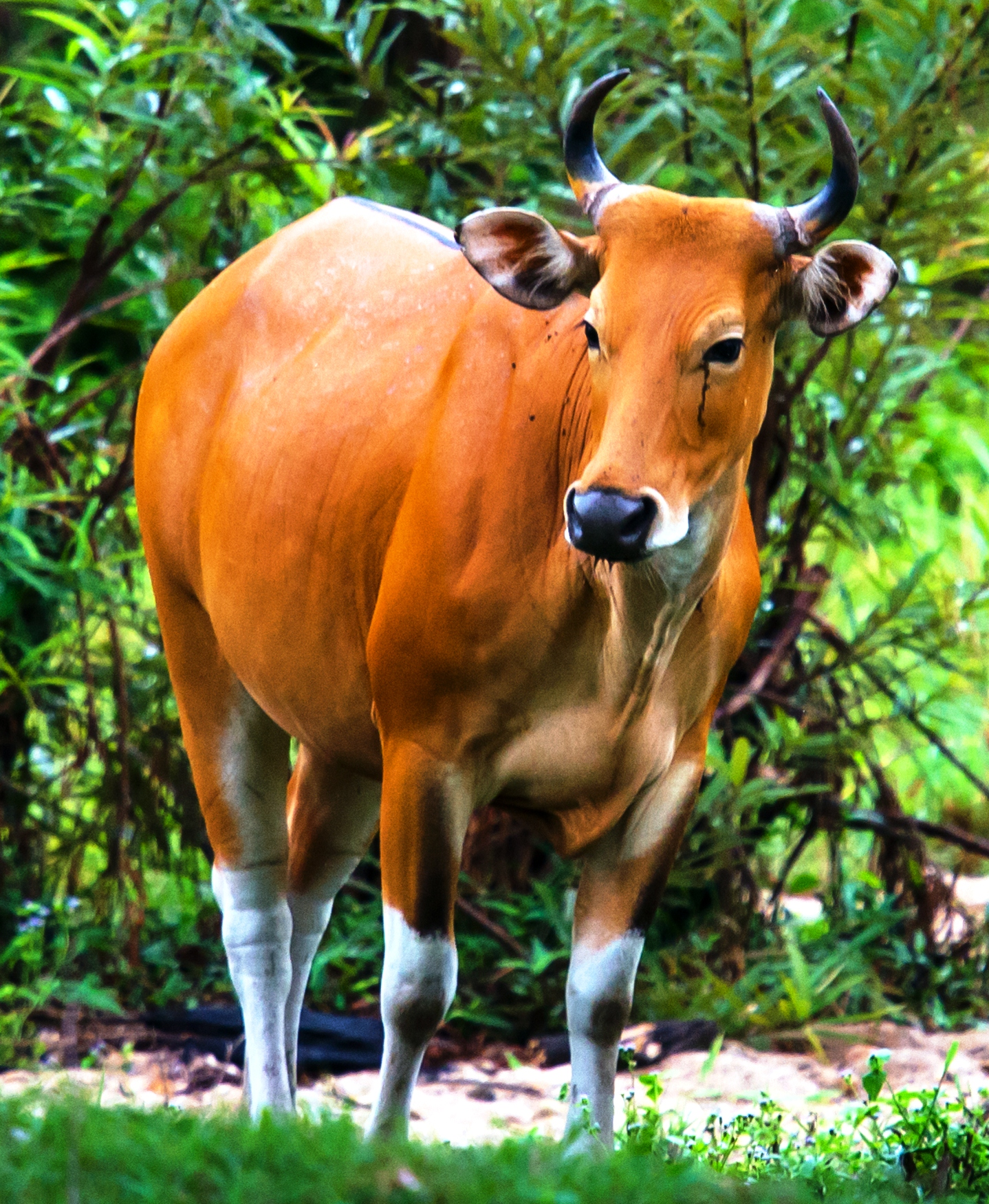
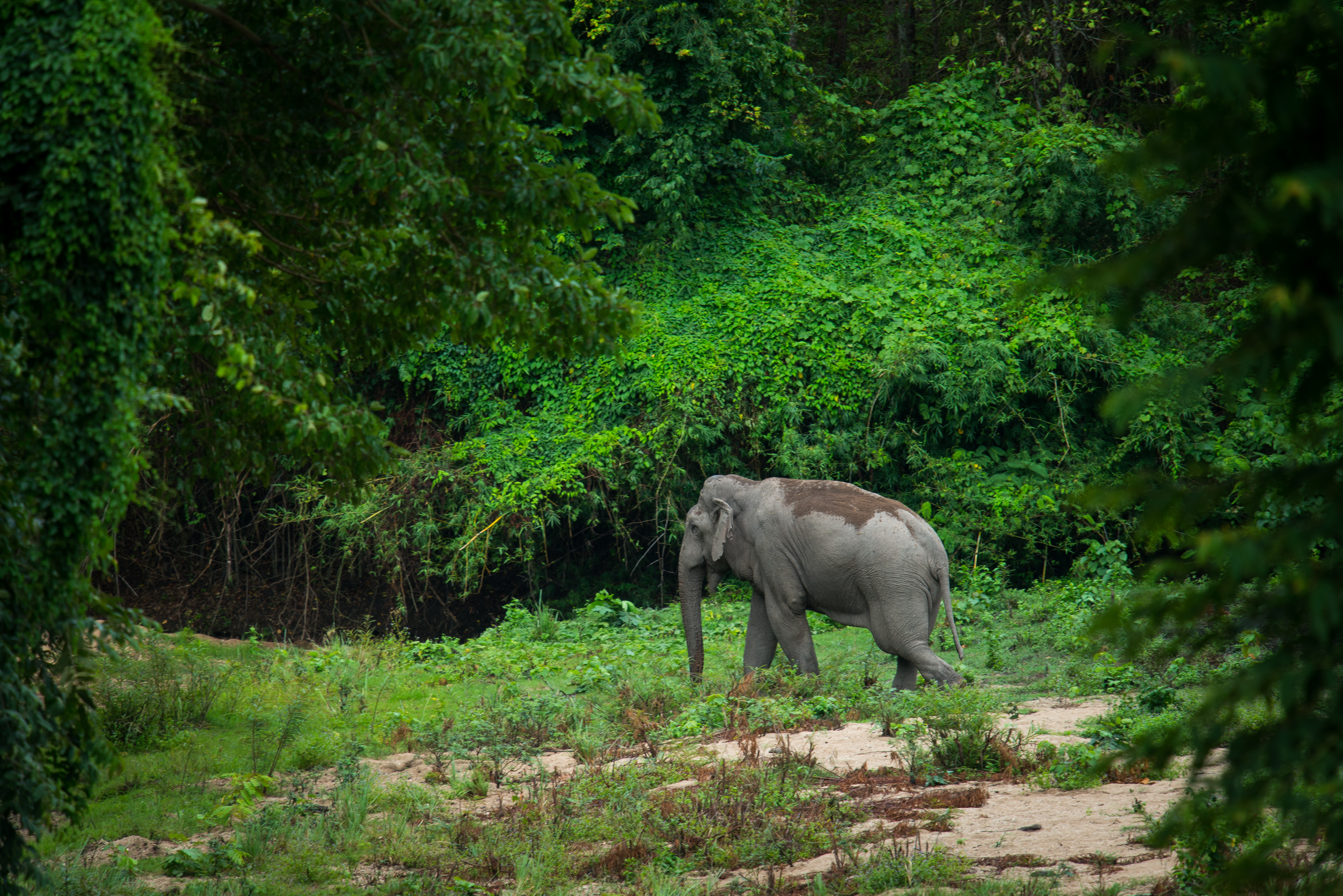
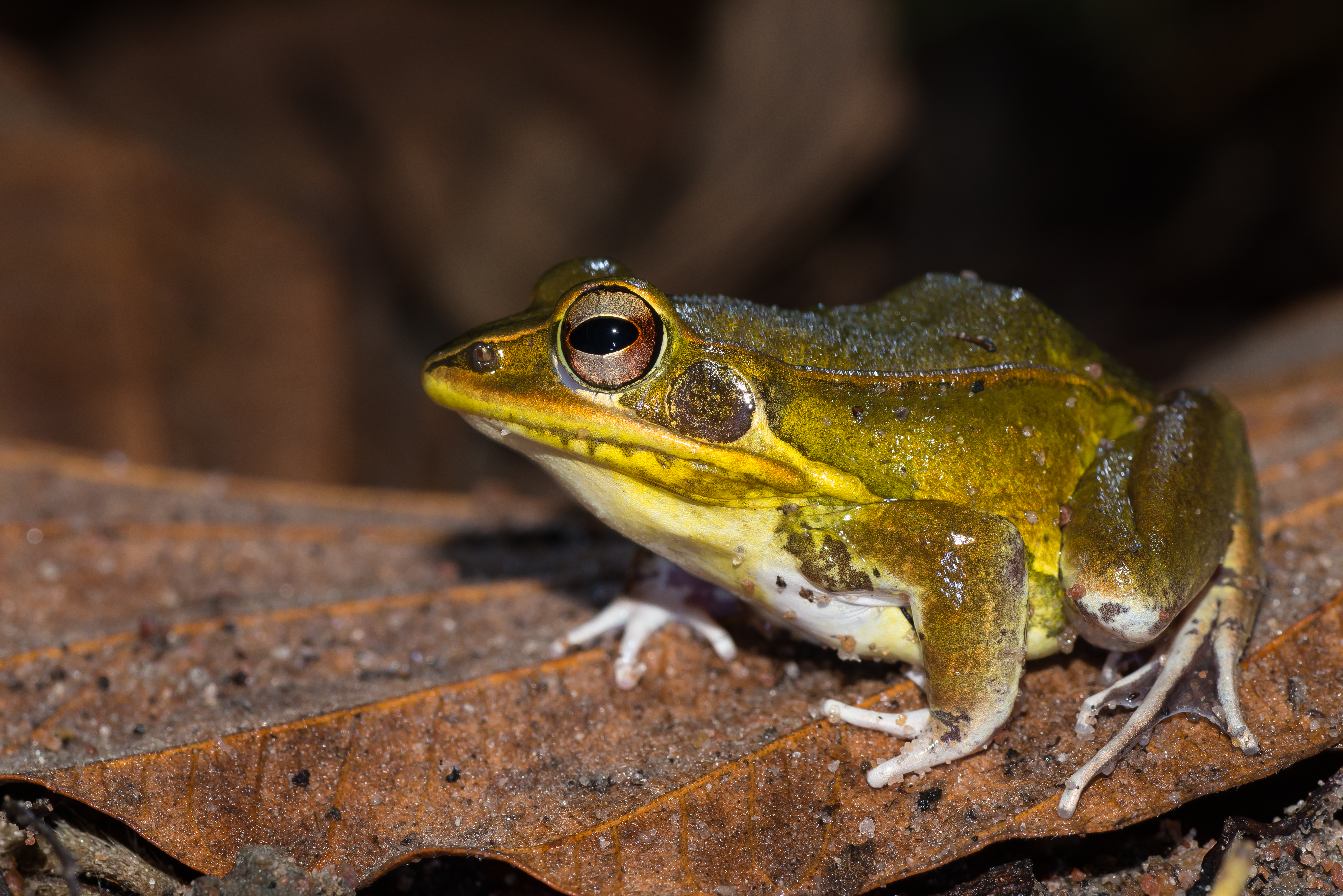